# Abszolutórium
Az abszolutórium  a felsőoktatási tanulmányi kötelezettségek teljesítését igazoló végbizonyítvány. A felsőfokú végzettséget igénylő munkakör betöltésére nem jogosít, PhD-képzésben pedig nem jogosít fel a doktori cím viselésére. Az abszolutórium megszerzése után megkezdődhet az ún. záróvizsga, vagy PhD-képzésben a fokozatszerzési eljárás.